# Guerre du cola

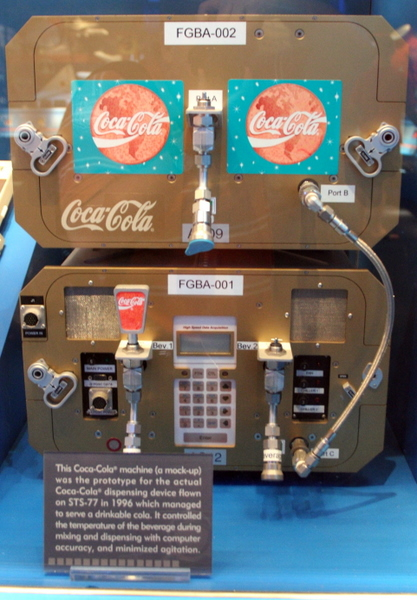
Le Coca-Cola Space Dispenser, embarqué sur la navette spatiale américaine Challenger en 1985 ; un exemple de la « guerre » entre Coca et Pepsi.

La guerre du cola est une expression provenant des années 1980, période où les marques de cola américaines Coca-Cola et Pepsi commencèrent une série de campagnes publicitaires avec une escalade visuelle et comparative grâce à des spots publicitaires à la télévision. Cette période est connue sous l'expression le cola se fait la guerre. 

## Historique
Les deux compagnies ont tout d'abord commencé à montrer des personnes faisant « des essais de dégustation en aveugle » en indiquant leur préférence pour un produit par rapport à l'autre, puis ont fait appel à des célébrités pour vanter les mérites de leurs produits. Ils se sont focalisés particulièrement sur les célébrités du rock : avec ainsi Michael Jackson pour Pepsi-Cola et Paula Abdul pour Coca-Cola. Les deux entreprises ont aussi été en compétition pour devenir la première gazeuse consommée dans l'espace avec ce qu'on a appelée la « guerre du cola dans l'espace ».
Ce conflit publicitaire a été mis en chanson par Billy Joel dans la chanson We Didn't Start the Fire (« Nous n'avons pas mis le feu ») et dans South Park dans l'épisode Noël au Canada.